# Fjodor Khitruk
Fjodor Khitruk (russisk: Фёдор Савельевич Хитрук) (født 1. maj 1917 i Tver i det Russiske Kejserrige, død 3. december 2012 i Moskva i Rusland) var en sovjetisk filminstruktør.

## Filmografi
- Vinni-Pukh (Винни-Пух, 1969)[1][2]
- Vinni-Pukh idjot v gosti (Винни-Пух идёт в гости, 1971)
- Vinni-Pukh i den zabot (Винни-Пух и день забот, 1972)